# Łasztownia (Szczecin)

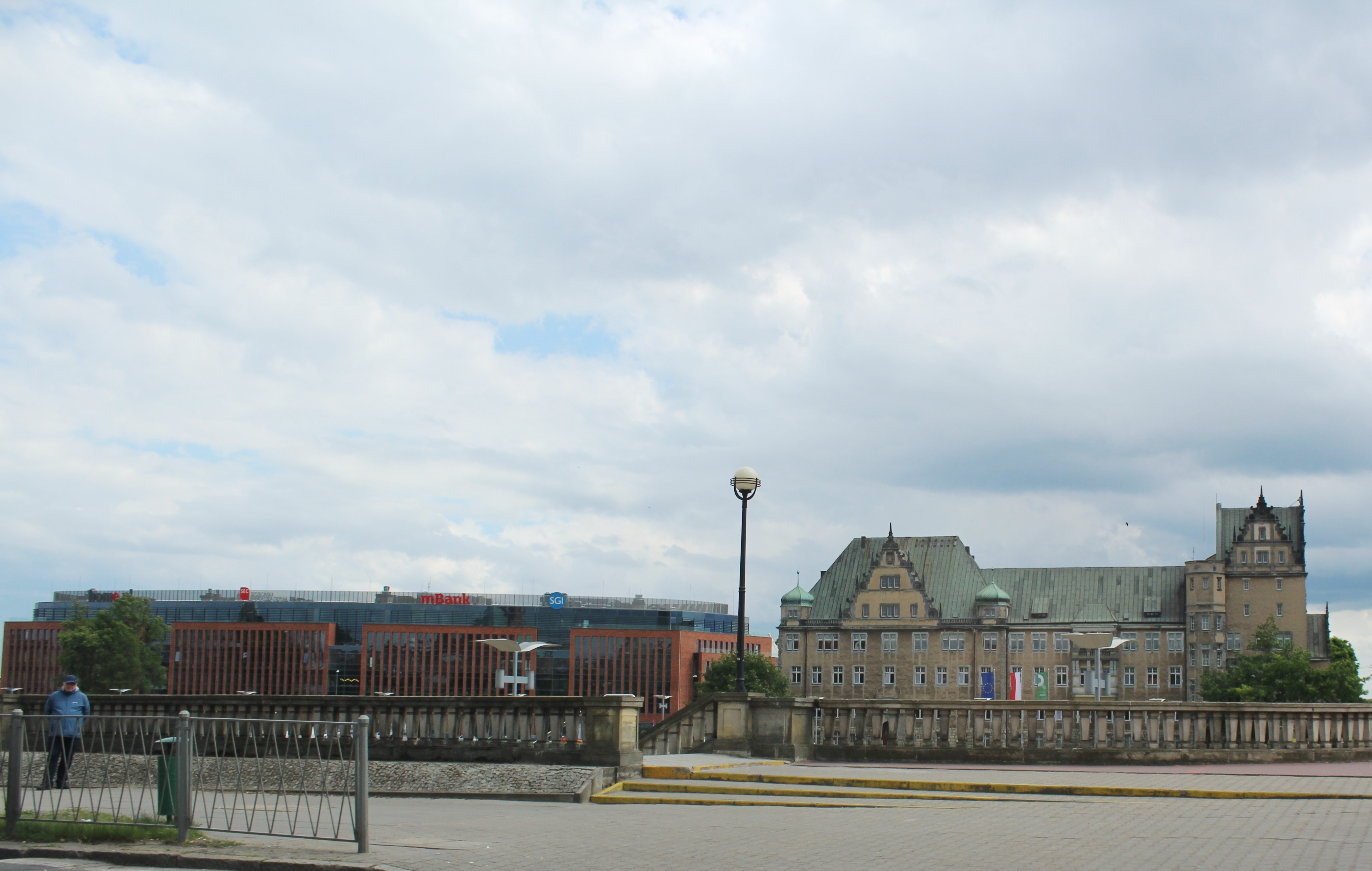
Nadodrzańska zabudowa Łasztowni

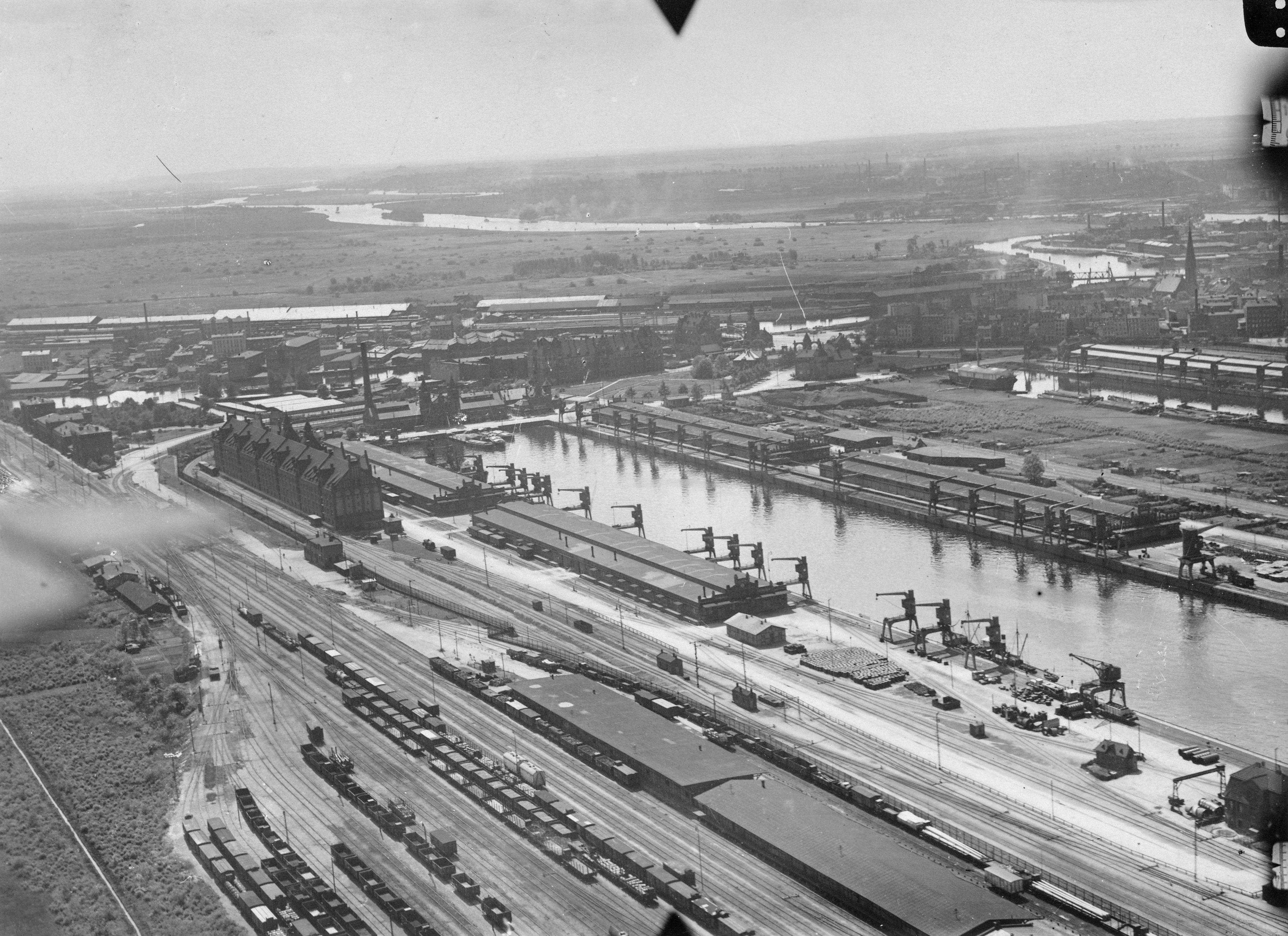
Zdjęcie lotnicze z roku 1920

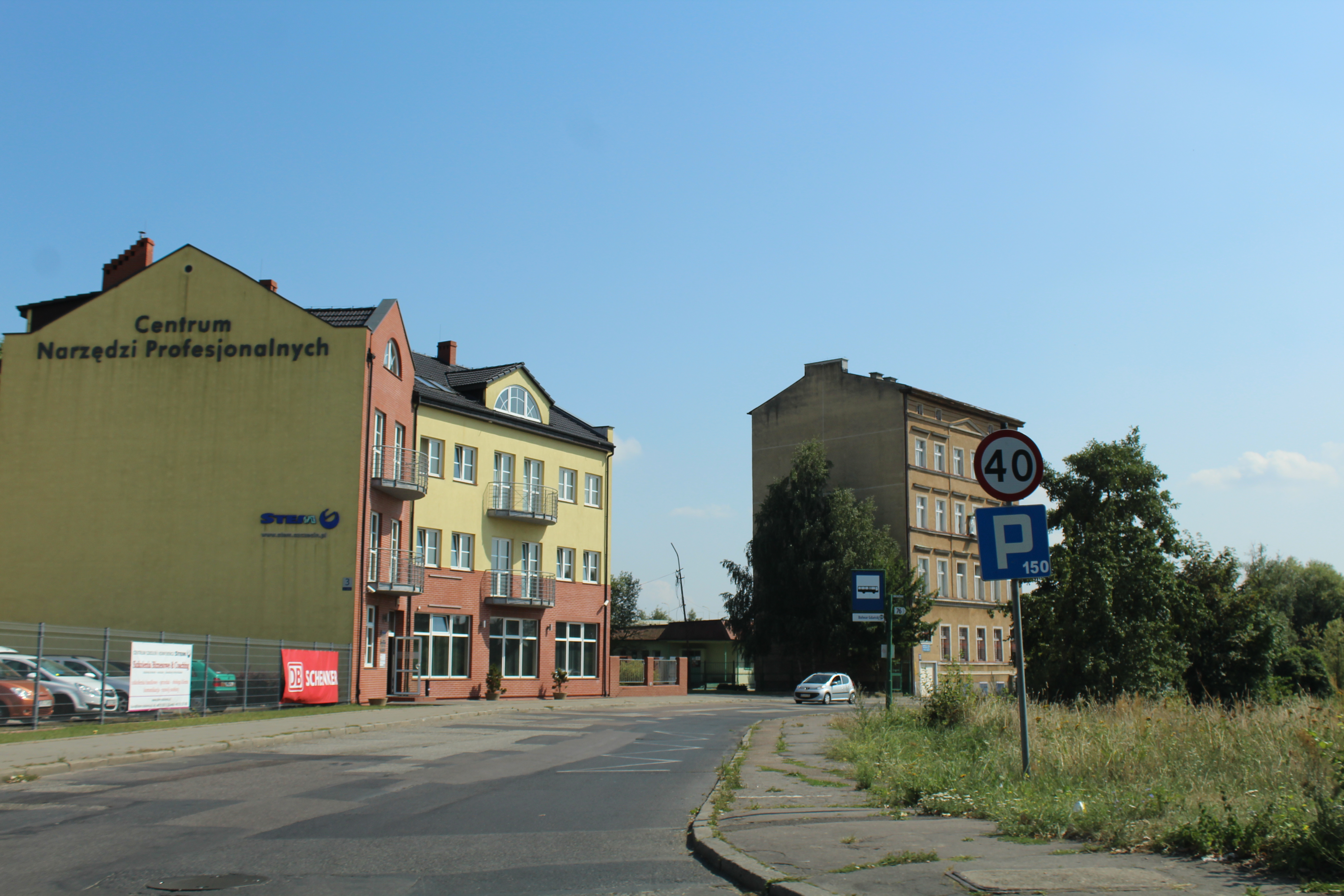
Bulwar Gdański

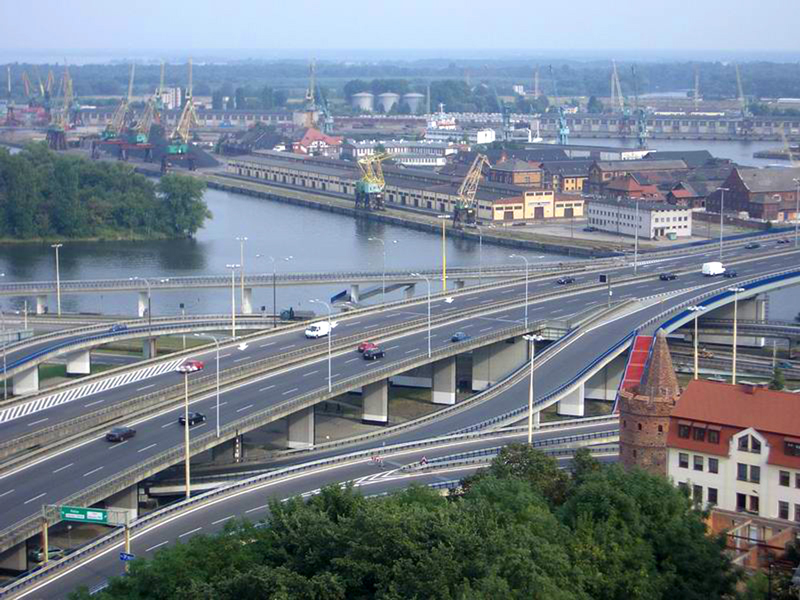
Widok na Łasztownię i most Trasy Zamkowej z wieży Zamku Książąt Pomorskich

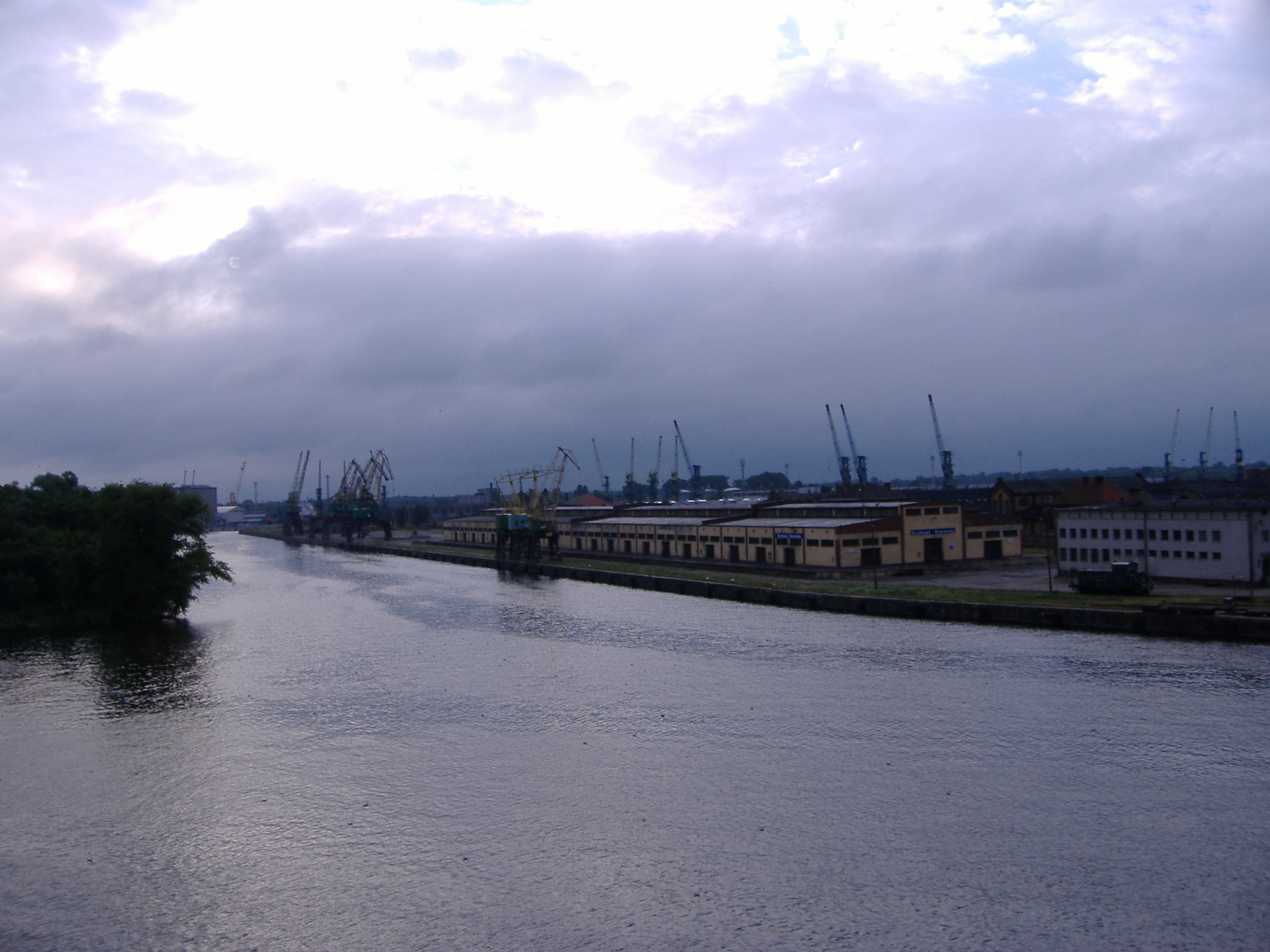
Duńczyca i nabrzeże Starówka na Łasztowni

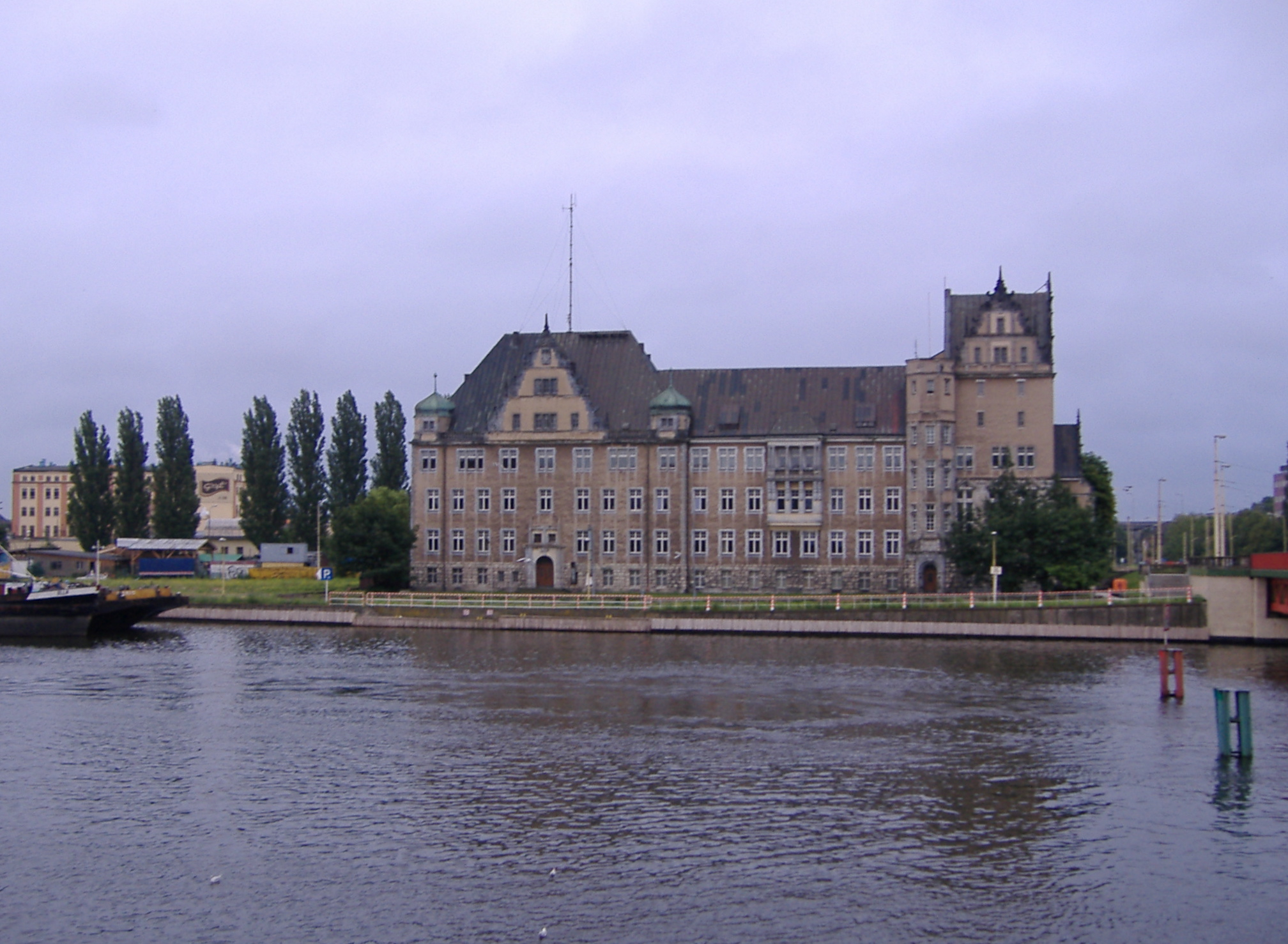
Gmach Urzędu Celnego w Szczecinie

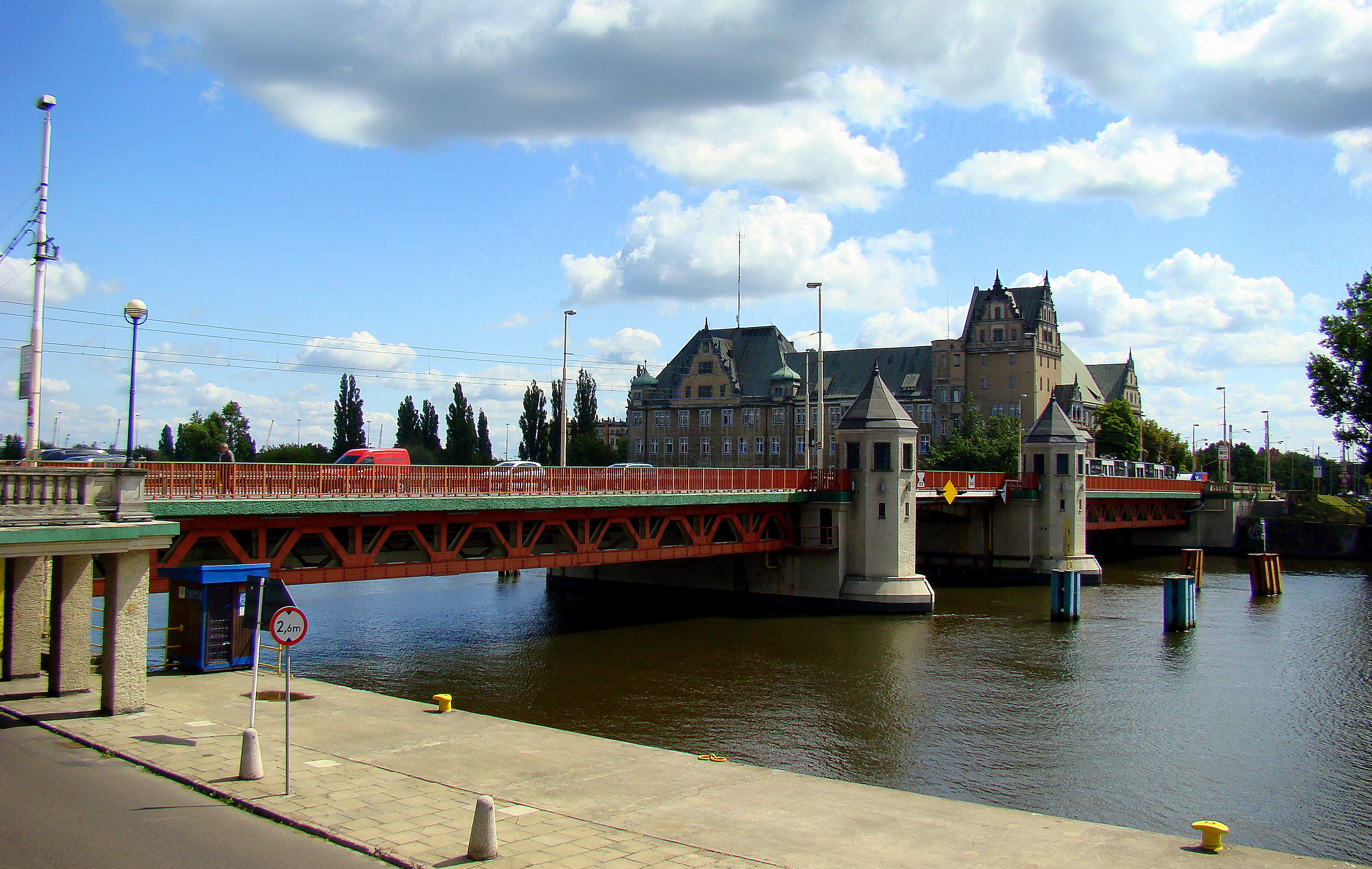
Most Długi; w głębi gmach Urzędu Celnego

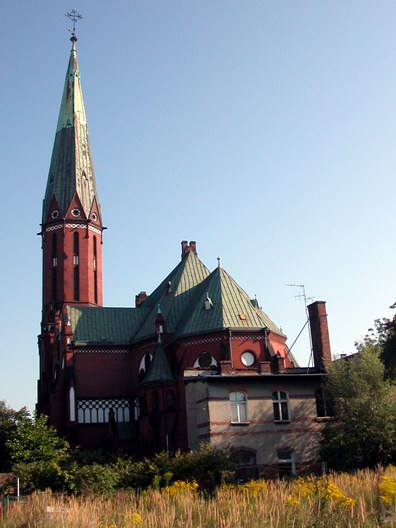
Kościół Świętej Trójcy

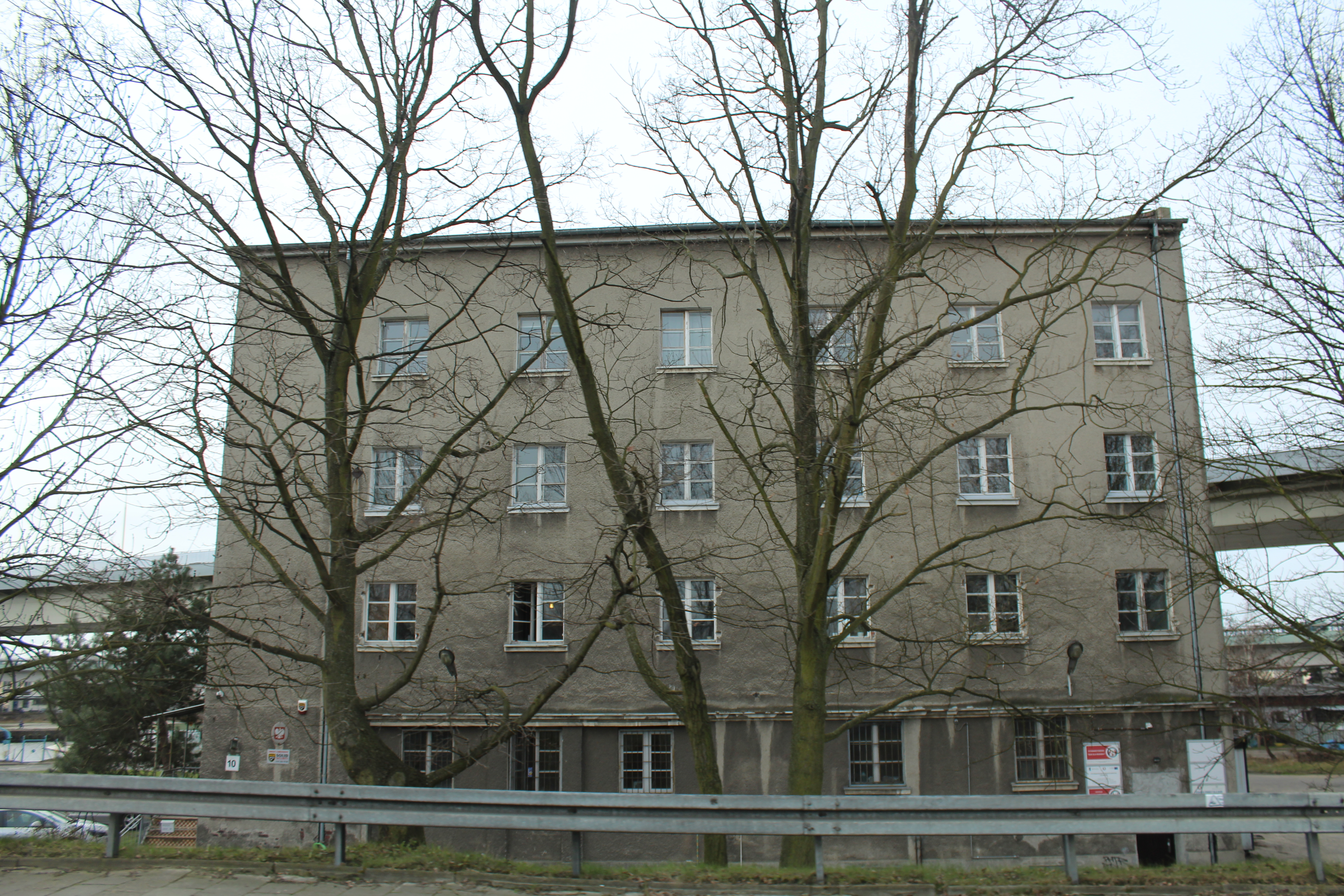
Ocalały fragment dawnego kościoła Chrystusa Króla przy ul. Energetyków, po wojnie Komisariat Portowy MO, a następnie policji

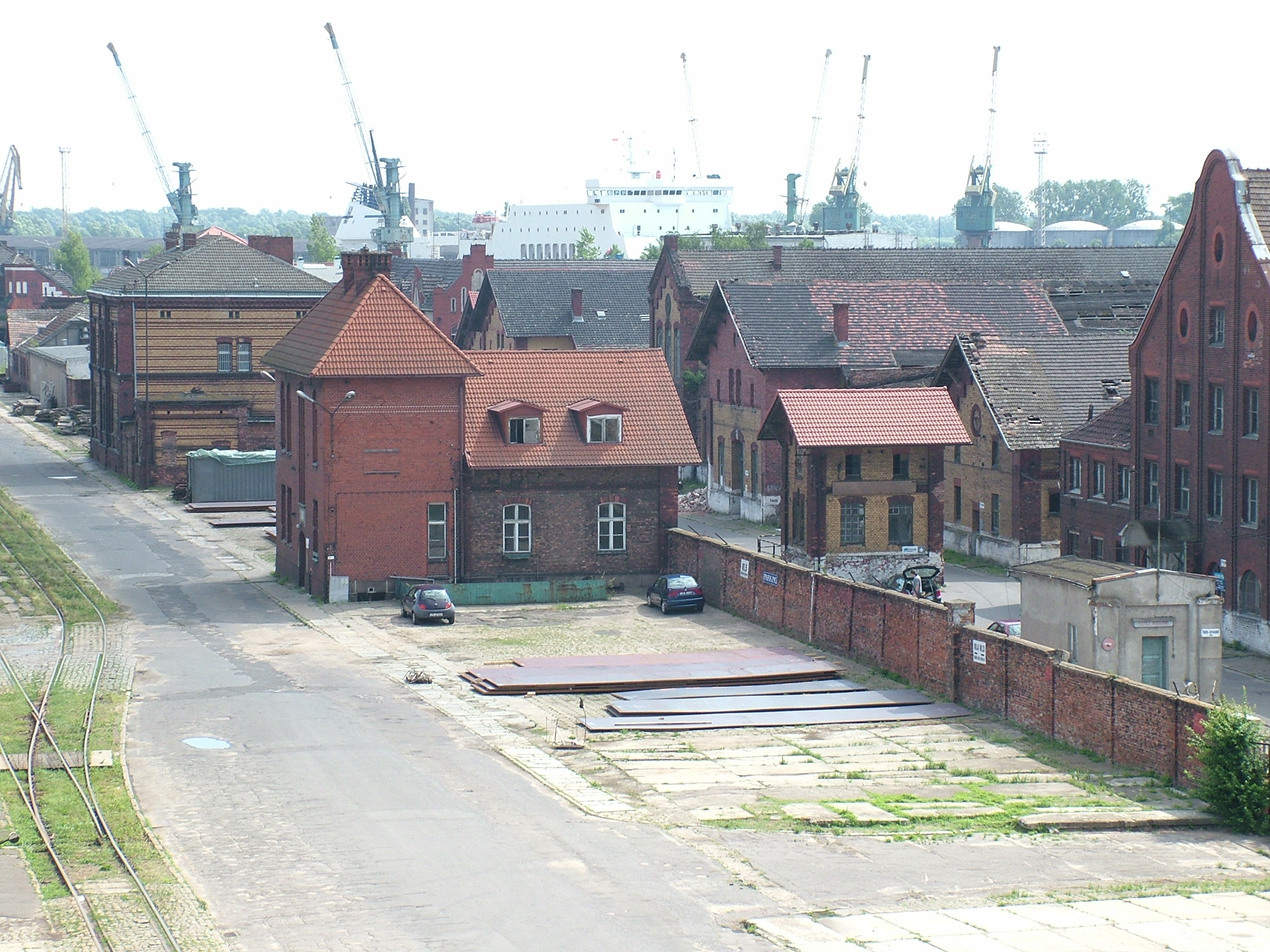
Zabudowania portowej części Łasztowni

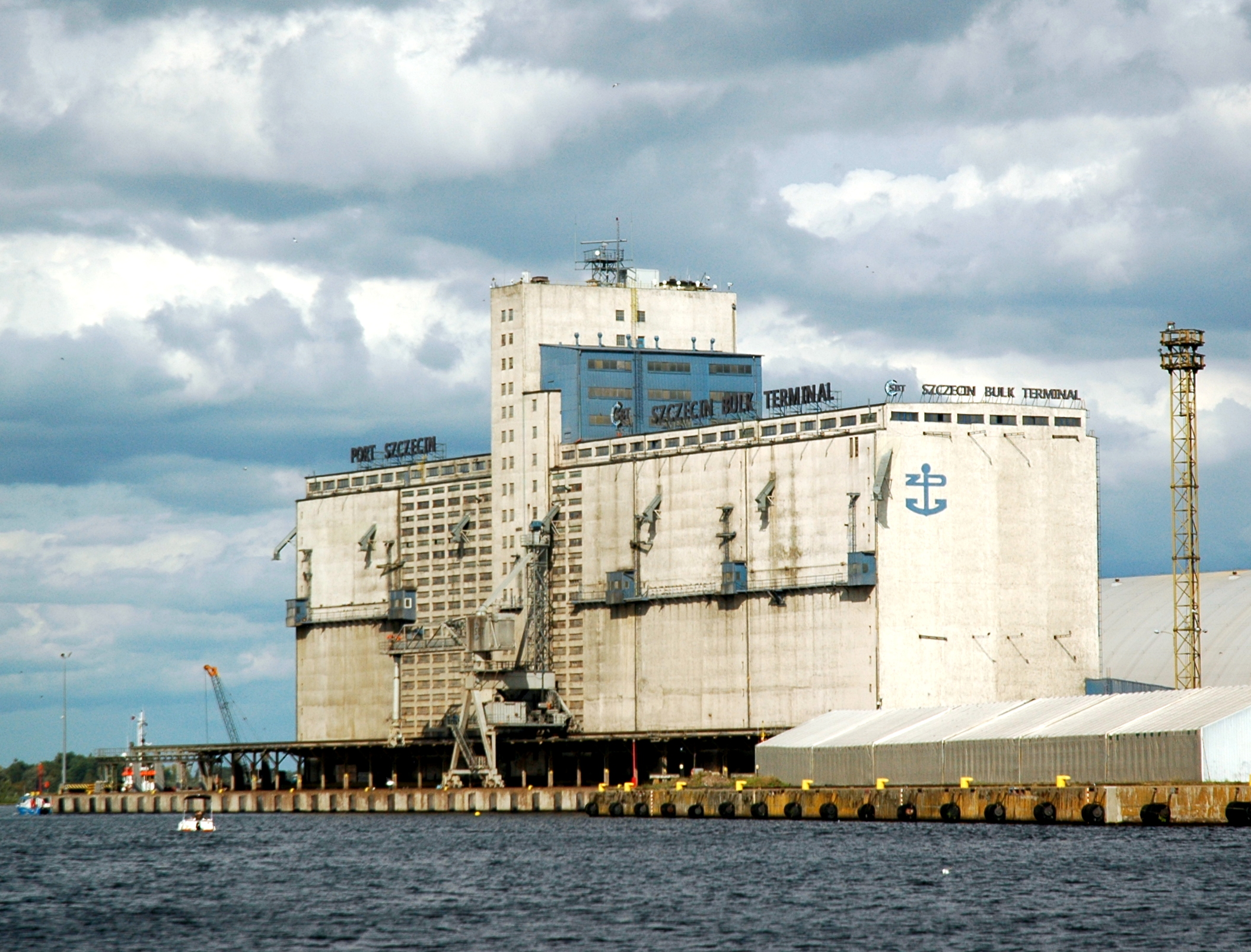
Elewator Ewa przy Nabrzeżu Zbożowym na wschodnim brzegu Kanału Grodzkiego

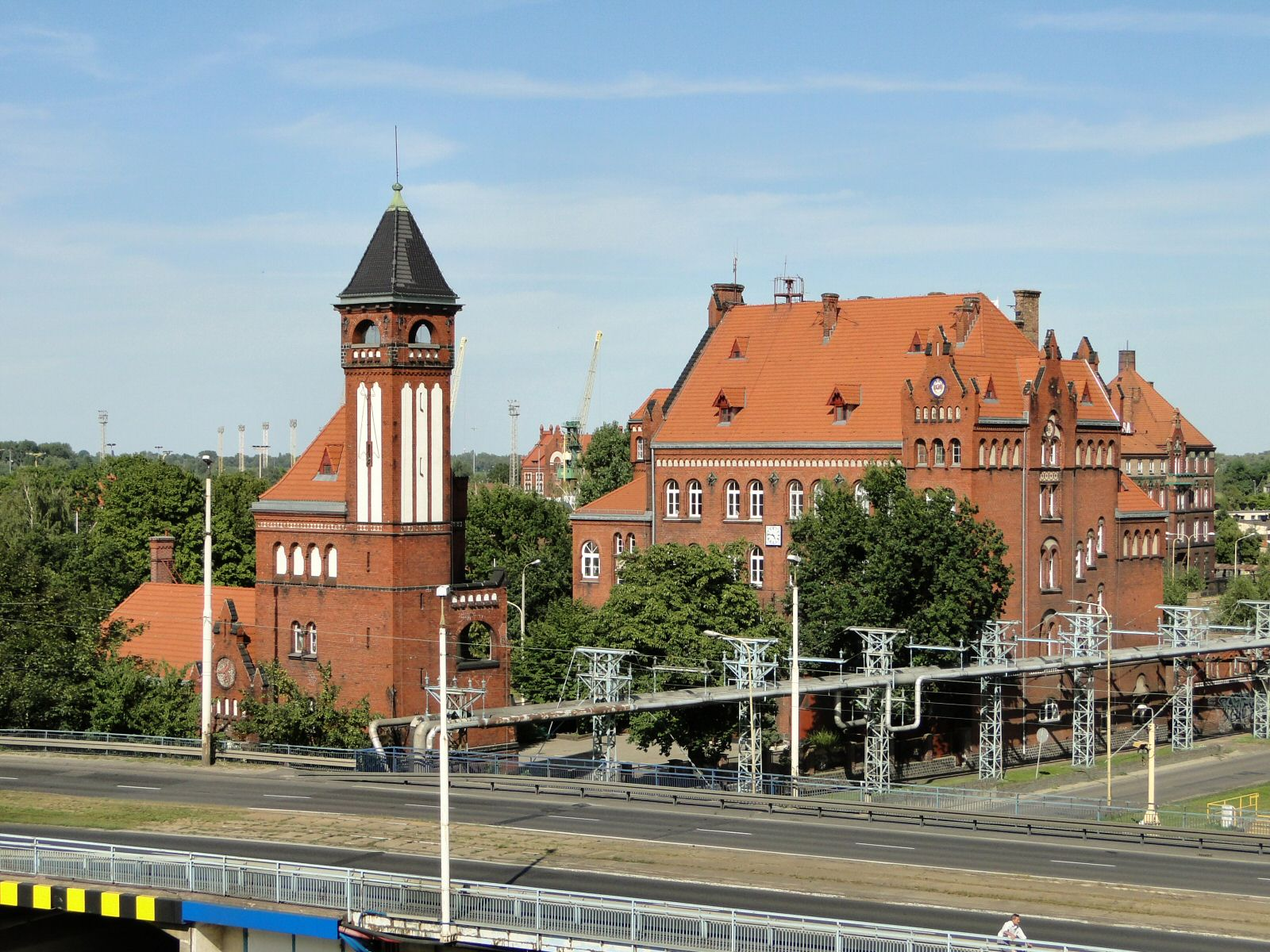
Budynek Portowej Straży Pożarnej przy ul. Bytomskiej

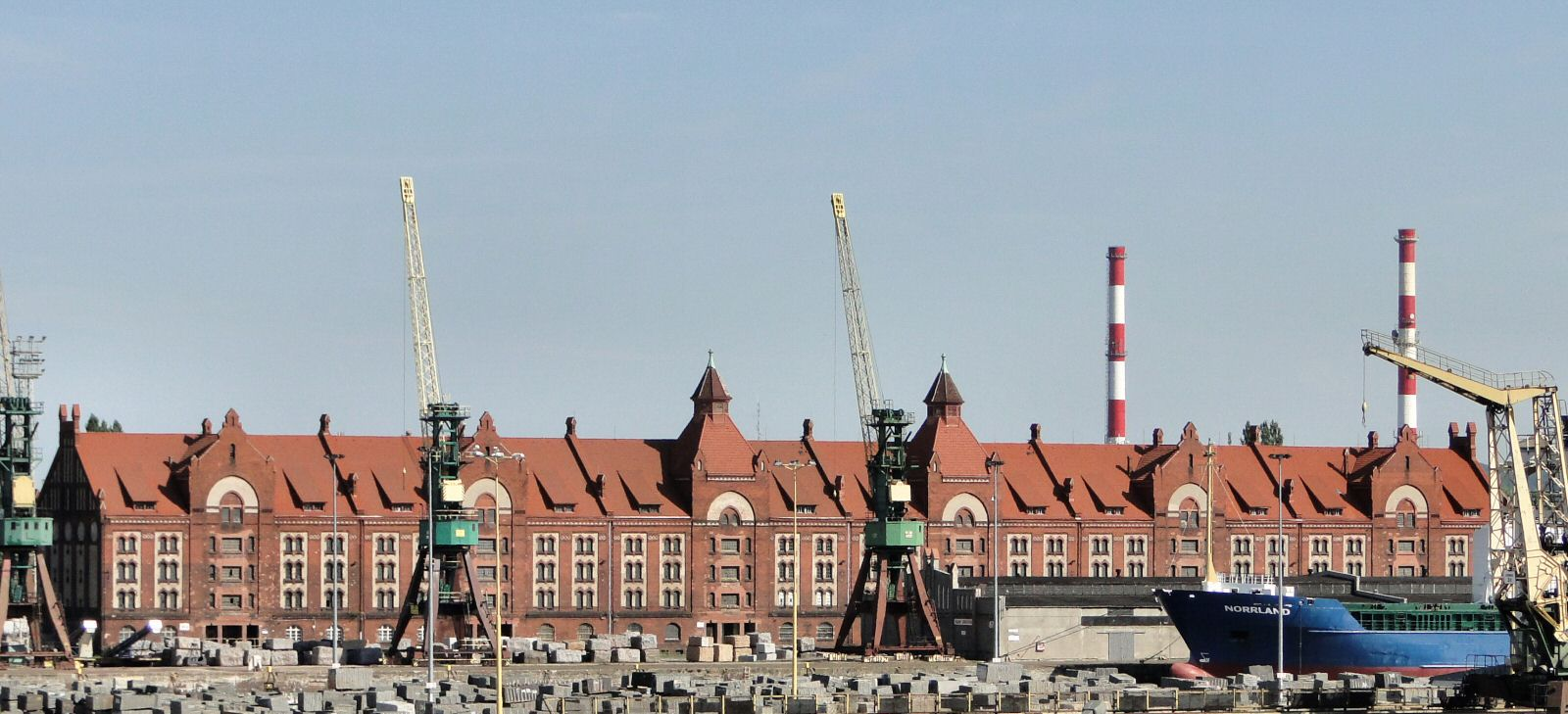
Budynki magazynowe dawnego portu wolnocłowego

Łasztownia (do 1945 niem. Lastadie, po 1945 także Lasztownia) — część miasta Szczecina, a zarazem wyspa rzeczna tamże – aktualnie jej wschodnie, południowe i północne krańce obramowane są wodami Parnicy, Kanału Zielonego, Odry Zachodniej, Duńczycy i Kanału Wrocławskiego.

## Historia
We wczesnym średniowieczu wyspa była znacznie mniejsza. Stanowiła tylko niewielką kępę przybrzeżną, położoną naprzeciwko dzisiejszego Mostu Długiego i oddzieloną od głównego nurtu Odry od strony wschodniej wąskim i niezbyt głębokim ramieniem wodnym tej rzeki. Było to najdogodniejsze miejsce do przeprawy przez bagnistą dolinę Odry w obrębie ówczesnego miasta. Tędy także wiódł jedyny i najstarszy szlak komunikacyjny ze wschodu na zachodni brzeg rzeki. W 1283 roku miasto Szczecin nabyło wyspę. W 1299 zbudowano na Odrze stały most drewniany zwany Długim, a bagnistą drogę wiodącą do Dąbia umacniano sukcesywnie nasypem z kamieni – stąd wzięła się późniejsza nazwa tego traktu: (niem.) Gross Stein Damm (dosł. Wielka Kamienna Grobla). Obecnie jest to ulica Gdańska.
Ekonomicznie i przestrzennie wyspę zaczęto gospodarować w II poł. XIII w. Związane to było z rozwijającym się wówczas portem handlowym, zlokalizowanym na Odrze pomiędzy mostami Długim i Kłodnym. W 1283 wyspa Łasztownia została nabyta przez miasto i zaczęto ją wykorzystywać w celach portowych. Lokalizowano na niej na ogół składy towarów i spichlerze, tutaj także statki pozbywały się balastu. Z czasem wzniesiono tam drewniane pomosty ładunkowe i nabrzeża.
Od załadunku towarów wywodzi się nazwa wyspy a także przebiegającej przez nią późniejszej ul. Łasztowej. Średniowieczne słowa łacińskie: lastagium, lestagium, lastadium (polski odpowiednik "łaszt") oznaczają ciężar jakiegoś ładunku (niem. Last, franc. Lastage, ang. Lastage) i ostatecznie rozumiano je jako miarę objętości. W XIV w. była to jednostka ładunku okrętowego i miara artykułów sypkich. Obliczano w niej także wyporność statków. Mianem tym zaczęto z czasem określać całą wyspę.
Szybko zabudowano małą wysepkę i budowa dalszych budynków przeniosła się na kolejną, koncentrując się wzdłuż drogi do przeprawy przez Parnicę, nazwa "Łasztownia" została przeniesiona na te nowe obszary.
Już w XIV w. cały teren do Parnicy nosił nazwę Łasztowni. Główną drogę biegnącą przez wyspę także nazwano Łasztownią – lub Drogą Łasztową. Zabudowywano również tereny w kierunku północnym, aż do wypływu z Odry jej ramienia – Duńczycy, co spowodowało pojawienie się dwóch nazw. Część najstarszą, właściwą wyspę, nazwano (niem.) Grosse Lastadie (Wielką Łasztownią), pozostałą część (głównie były to obszary ciągnące się wzdłuż Odry aż do Duńczycy) nazwano (niem.) Kleine Lastadie (Małą Łasztownią). W 1325 używano określeń: parva lastazia w 1411: upp der lutteken lastaden. Istniały też jej inne określenia: lastadla ante arborem (1325), lastidia circn arborem (1346), Unterbaum (1311). Nazwy te nawiązywały do eksploatacji drewna z tej części wyspy. Później przy Duńczycy powstała stocznia okrętowa z warsztatami, stąd określenie: de schippbuwer lastadie (1500) i der Schipbaulastadie gegen dem Schlachthuse (1553) czyli stocznia przy rzeźni, gdyż tam znajdowała się również rzeźnia miejska (tuż przy Moście Kłodnym).
W połowie XVII w. osiedle na Łasztowni otoczono wałami ziemnymi, które ciągnęły się wzdłuż dzisiejszego Bulwaru Gdańskiego i ul. Władysława IV. W 1727 r. w fortyfikacjach przy Parnicy wzniesiono kamienną Bramę Parnicką, a przy stoczni Bramę Kozią. W połowie XIX wieku wały ziemne rozebrano i zastąpiono ulicami: Wallstrasse (dosł. Wałowa) i Parnitzstrasse (dosł. Parnicka). Obecny układ ulic Łasztowni pochodzi z I poł. XVIII w., z czasów króla pruskiego Fryderyka Wilhelma I (1729-1738), wtedy to Łasztownia została ostatecznie uporządkowana. Z instytucji użyteczności publicznej powstałych w XVII w. wymienić należy szkołę przędzalniczą dla stu osób (przy ul. Celnej), a w 1783 r. przy istniejącym już domu sierot (późniejsza ul. Wałowa) otwarto seminarium nauczycielskie.
Drugi etap zabudowy Łasztowni nastąpił na przełomie XIX/XX w. Wyeksploatowaną XVIII-wieczną zabudowę zastąpiono nowszą, w stylu secesyjnym. Zapotrzebowanie na mieszkania przyczyniło się do gęstej zabudowy Łasztowni domami czynszowymi dla robotników, przeplatanymi gmachami fabrycznymi i różnymi obiektami produkcyjno-usługowymi. Do największych należała cukrownia przy ul. Władysława IV (niem. Pommersche Provinzial-Zuckersiederei), obecnie PPC "Gryf". Największym wydarzeniem było otwarcie w 1898 r. portu wolnocłowego (niem. Freihafen), który jednak jest już poza obszarem historycznej Łasztowni. W tym też czasie do użytku gmach zarządu portu strefy wolnocłowej, zbudowany w stylu neogotyckim, istniejący do dziś. Cała niemal Łasztownia została zrujnowana podczas nalotów lotnictwa alianckiego w trakcie II wojny światowej, w 1942-1944 r.

### UlicaGrosse Lastadie
Początkowo, w swoim pierwotnym kształcie, była to droga biegnąca w kierunku Dąbia od przeprawy przez Odrę w rejonie obecnego Mostu Długiego przez Międzyodrze aż do przeprawy przez Regalicę. W związku z gospodarczym wykorzystaniem wysepki przy Moście Długim i nazwanej Lastadie, przebiegająca przez nią droga przyjęła jej nazwę. Rychło też zabudowa ogarnęła dalszy odcinek drogi aż do Parnicy. Zabudowa, początkowo drewniana, powstawała sukcesywnie. Już na przełomie XIII/XIV w. musiała tutaj istnieć spora osada, skoro w 1308 r. zbudowano dla jej mieszkańców kościół pw. św. Gertrudy (przy nim powstał też szpital dla ubogich). Kościół ten, początkowo drewniany, w 1450 r., został przebudowany w konstrukcji ryglowej. Zamieszkująca osiedle ludność to przeważnie robotnicy zatrudnieni w porcie przy przeładunkach (tzw. tragarze) i w stoczni przy Duńczycy, a także wielu rybaków. Etnicznie była to początkowo ludność słowiańska. Do XVI w. ulica aż do Parnicy została zabudowana. Na obszarach za budynkami, które rozciągały się do Parnicy i Duńczycy, hodowano bydło. Pełno tu było ogrodów, łąk, stodół, obór i stajni, eksploatowano też istniejący drzewostan, wykorzystywany m.in. przy budowie statków. Potwierdzają to w pełni sztychy Brauna, Hogenberga i Kotego z XVI/XVII w.
Z większych budowli, obok spichlerzy na zboże, magazynów soli i śledzie, skupionych głównie wzdłuż brzegów Odry, wymienić należy przede wszystkim żuraw przeładunkowy. Nie wiadomo kiedy zbudowano to urządzenie. Bezpośrednie istnienie żurawia w porcie potwierdzone jest dopiero w 1570 r. Jest jednak rzeczą pewną, że musiał on powstać znacznie wcześniej, o czym świadczą źródła pośrednie z XV w., mówiące o opłatach za korzystanie z żurawia. Przypuszcza się, że powstał on na przełomie XIII/XIV w. Żuraw znajdował się przy samym brzegu Odry, tuż przy Moście Długim. Był to duży budynek, wewnątrz którego znajdowały się urządzenia obrotowe do manipulowania wysuniętą na zewnątrz belką ze zwisającą zeń liną służącą do podnoszenia towarów. Mniej więcej w tym miejscu znajduje się obecnie budynek urzędu celnego. Więcej informacji o mieszkańcach ówczesnej ulicy Grosse Lastadie oraz istniejących tam budowlach i warsztatach pracy pochodzi z XVI w. Wiadomości te znajdują się w rejestrach drogowych (podatkowych), gdzie wymienia się wiele nazw miejscowych określających istniejące zabudowania, nazwiska właścicieli posesji, nazwy ciągów komunikacyjnych, bądź potocznych określeń konkretnych miejsc.
Ze sztychu Brauna i Hogenberga wynika, że tuż obok Mostu Długiego, po wschodniej stronie ulicy Grosse Lastadie, znajdował się skład smoły, a nieco dalej miejska cieślarnia. W tym też czasie (przełom XVI/XVII w.) nastąpiło zasypanie południowo-wschodniego ramienia wodnego Odry, odcinającego Łasztownię od reszty Ostrowa Mieleńskiego, ponieważ na planie Kotego już ono nie istnieje. Północne ramię tego nurtu zasypano już w II poł. XVII w. i Łasztownia przestała być wyspą w pierwotnym kształcie.
Po włączeniu Szczecina do Prus (1721) również i na Łasztowni wszczął się ruch budowlany. Wzniesiono tutaj szereg budynków użyteczności publicznej oraz domów mieszkalnych. Późniejszy wygląd ul. Łasztowej datuje się właśnie z tego okresu. Murowane budynki mieszkalne zastępowały dawną, przeważnie drewnianą zabudowę, wznoszono je według przyjętego jednolitego planu, stąd posiadały charakter koszarowy. Pod względem urbanistycznym ulica Grosse Lastadie uległa jednak korzystnym przekształceniom. Przeważała zabudowa parterowa, najwyżej jednopiętrowa. W latach 1723–1726 na prawym brzegu Odry, tuż przy Moście Długim, zbudowany został tzw. Packhof, w którym znalazły pomieszczenia biura akcyzy państwowej. W miejscu tym stoi obecnie gmach Urzędu Celnego. Z innych budynków wymienić należy Bramę Parnicką w fortyfikacjach ziemnych, otaczających zabudowaną wówczas część Łasztowni. Zaś przy skrzyżowaniu ulic Grosse Lastadie z Kirchstrasse (dosł. Kościelną, obecnie ul. Floriana) mieściła się instytucja sądu ławniczego (istniejąca tam od XVI w.) W 1729 na koszt rady miejskiej wzniesiono nowy budynek, w którym na pierwszym piętrze mieściła się sala sądu, natomiast w oficynie stanął budynek strażacki. Budynek od strony ulicy miał czterosłupową kolumnadę. W budynku strażackim stały w pogotowiu: wielka sikawka, 40 wiader, 4 duże drabiny i 4 bosaki. Do budynku przylegał spory ogród. Również przy Grosse Lastadie, obok Packhofu w sąsiedztwie Mostu Długiego, wznosił się wcześniej pobudowany dom poboru podatków o zmiennych często nazwach (cło książęce, później cło królewskie) ostatecznie (niem.) Konigliche Akziser- und Lizenzenhaus (Dom królewskiej akcyzy i licencji). Budynek stał aż do 1907 r. i wraz z Packhofem ustąpił miejsca obecnemu gmachowi Urzędu Celnego.
W II poł. XIX w., po zniesieniu fortyfikacji miejskich, znaczna część zabudowy ul. Grosse Lastadie uległa ponownej zmianie. Stare wysłużone domy zastępowano nowymi czynszowymi, szczelnie obudowując wnętrza międzyblokowe i podwórza. Łasztownia należała do najgęściej zabudowanych terenów śródmieścia Szczecina. Wznoszono też dużo różnego rodzaju zakładów usługowo-produkcyjnych i handlowych, warsztatów, składów, garaży i... stajni (cały transport miejski był konny). Z dużych firm handlowych na uwagę zasługuje znana później szeroko firma spedycyjna Leopolda Ewalda (1850) – Dramburg et Hertwig, zajmująca się na wielką skalę handlem winem (pod nr 26/27). Pod nr 76 miała swoją siedzibę (od 1888) firma E. Mascow posiadająca duży sklep sprzedaży papieru i wyrobów papierniczych. Budynek był modernizowany w początkach XX w. Zaraz w pobliżu (nr 79) funkcjonowała firma H. Schmidta, specjalizującego się w budownictwie z betonu i stali (jej duże składy mieściły się przy obecnej ul. Kujota). Było też szereg mniejszych (np. pod nr 34 działała mała fabryczka musztardy). W innych budynkach mieściły się najrozmaitsze zakłady handlowe, gastronomiczne i usługowe (np. pod nr 56 znana apteka Hanza oraz Rysko-Szczecińskie Towarzystwo Żeglugowe). Prawdziwym jednak "kombinatem spedycyjnym" był budynek pod nr 90-92, noszący nazwę (niem.) Hansahaus (dosł. Dom Hanzeatycki). Oprócz siedziby (niem.) Boehmischmahrische Oderschiffahrs-Akt. Gesellschaft (dosł. Czesko-Morawska Spółka Akcyjna Żeglugi na Odrze) mieściło się tam jeszcze aż dwanaście różnych firm spedycyjnych. Ostatnie trzy budynki przy skrzyżowaniu ul. Grosse Lastadie z Wallstrasse (obecnie Bulwar Gdański) należały do kościoła katolickiego: pod nr 101 mieściła się gmina katolicka kościoła Chrystusa Króla a pod nr 102/103 znajdował się sam kościół pod tymże wezwaniem (obecnie mieści się tam Komisariat Portowy Policji). Budynki te były często przebudowywane i unowocześniane. W początkach XX w. zmieniła się topografia zabudowy w rejonie Mostu Długiego. W latach 1904–1907 w miejscu wyburzonego starego Packhofu wzniesiono okazały gmach Urzędu Celnego dla kraju i zagranicy, który przetrwał szczęśliwie do naszych czasów.
W latach 1942–1944, w wyniku kilkukrotnych nalotów lotnictwa alianckiego na Szczecin, ul. Grosse Lastadie a wraz z nią faktycznie cała wyspa została doszczętnie zniszczona.

### Czasy powojenne
Dawna ul. Grosse Lastadie, stanowiąca główny trakt komunikacyjny do portu została najszybciej odgruzowana i uruchomiono na niej komunikację miejską. Z gmachów publicznych najmniej uszkodzonych i najwcześniej wyremontowanych wymienić należy dawny Urząd Celny, a w budynku odremontowanego kościoła Chrystusa Króla przy Moście Portowym znalazł pomieszczenie Komisariat Portowy MO. Pod koniec lat 50. zabezpieczony został przed niszczeniem kościół św. Gertrudy.
Właściwe prace nad odbudową ulicy rozpoczęły się w latach sześćdziesiątych. W związku z poszerzeniem ul. Wielkiej i Gdańskiej, to samo uczyniono również z ul. Energetyków (taką nazwę nosi obecnie dawna ul. Grosse Lastadie). Otrzymała ona dwie niezależne jezdnie z wydzielonym torowiskiem tramwajowym pomiędzy nimi. Wybudowano też nowy, poszerzony oraz znacznie podwyższony Most Portowy na Parnicy (dawniej Most Żmogusa) w ciągu obecnej ul. Gdańskiej. Dojazdy do niego zostały umiejscowione na specjalnych nasypach. W ten sposób ul. Energetyków stała się nowoczesną i bezkolizyjną arterią komunikacyjną, łączącą ciąg poszerzonej ul. Gdańskiej ze Starym Miastem. Wyremontowano kościół św. Gertrudy (obecnie kościół św. Trójcy). W dalszych latach pobudowany został gmach Portowej Stacji Sanitarno-Epidemiologicznej, gmach siedziby przedsiębiorstw gospodarki morskiej oraz pawilon gastronomiczny z restauracją "Bosmańską". W latach sześćdziesiątych powstał bardzo ciekawy projekt wzniesienia na Łasztowej kilku o nowoczesnej architekturze gmachów dla Polskiej Żeglugi Morskiej, ale nie weszły one w stadium realizacji. W połowie lat siedemdziesiątych ul. Energetyków została włączona w system komunikacyjny budowanej Trasy Zamkowej we wschodnim węźle Trasy. Wspomnieć wypada, że w gmachu dawnego urzędu celnego przy moście Długim znalazło się szereg instytucji związanych z gospodarką morską, m.in.: Przedsiębiorstwo Spedycji Międzynarodowej "C. Hartwig", Żegluga Szczecińska, Rzeczoznawstwo i Kontrola Towarów w Obrocie Międzynarodowym "Polcargo", Urząd Celny, Zarząd Gospodarki Wodnej. Niezwykły klimat tego miejsca spowodował zainteresowanie nim ze strony Teatru Kana. W roku 2006 odbył się tutaj spektakl plenerowy zrealizowany z niemiecką grupą artystyczną ze Schloss-Broellin, w Łasztowni ma też miejsce Genra Music Festival. Od 2014 roku w Starej Rzeźni działa Centrum Kultury Euroregionu Stara Rzeźnia.
W 2022 r. na południowo-zachodnim krańcu Łasztowni (przy ul. Celnej 4) rozpoczęto budowę osiedla apartamentowców.
We wrześniu 2022 znajdujące się na Łasztowni tuż przy żelbetowym magazynie nr 7 Wolnego Obszaru Celnego z 1929 350-metrowe nabrzeże, noszące dotąd nazwę Rosyjskiego, zostało przemianowane na Nabrzeże Ukraińskie.
16 lipca 2024 r. otwarto przystanek kolejowy Szczecin Łasztownia znajdujący się na Kępie Parnickiej, tuż za Mostem Zielonym prowadzącym na Łasztownię.